# Amadeos Theater

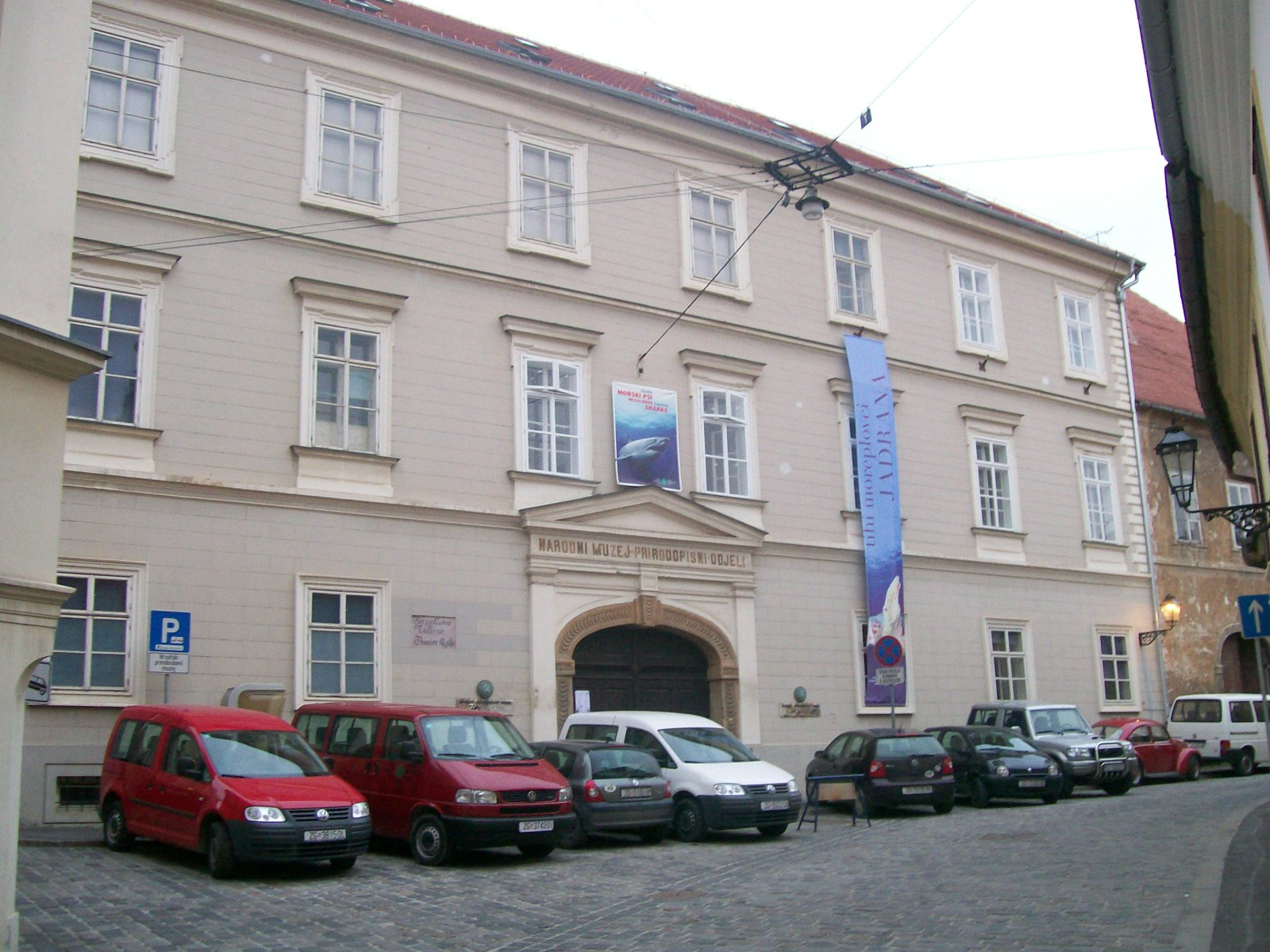
Kroatisches Museum für Naturgeschichte Zagreb

Amadeos Theater (kroatisch: Amadéovo kazalište) wurde in Zagreb, Kroatien im Jahr 1797 gegründet und bestand bis 1834. Es wurde nach seinem Gründer Anton Amade de Varkony, einem ungarischen Grafen und großen Präfekt von Zagreb benannt. Amadeos Theater befand sich in der ehemaligen Blatna und Kazalisna Straße, später umbenannt zu Demetrova. Das Gebäude, in dem es sich befand, ist nun das Kroatische Naturkundemuseum und seit 2000 das Heim der Amadeo – Theater- und Musikgesellschaft. 
Amadeos Theater war ein öffentliches Theater, das von seinem Besitzer an einen Vertragspartner vermietet wurde – den Leiter der Theatergruppe mit dem höchsten Angebot. Poster, Karten, Ankündigungen und Werbung wurden für Theateraufführungen und andere Veranstaltungen gedruckt. Deswegen gilt Amadeos Theater als das erste öffentliche Theater in Zagreb.

## Sprache der Aufführungen
Es wurden zunächst hauptsächlich Stücke in deutscher Sprache, zu einem kleineren Teil auch in lateinischer Sprache aufgeführt. Im Jahre 1832 und 1833 führten deutsche Schauspieler im Amadeos Theater die erste öffentliche und professionelle Vorstellung im kajkavischen Dialekt des Kroatischen auf. Dragutin Rakovac (1813–1854) übersetzte zwei Komödien von August von Kotzebue auf Kajkavisch. Josef Schweigert, Regisseur und Schauspieler einer deutschen Gruppe, die am Theater an der Zeit auftrat, führte folgenden Stücke auf:
- 2. Oktober 1832: Ztari mladosenja i kosharice (von Kotzebue)
- 28. Januar 1833: Vkanjeni Vkanitel (von Florijan)
- 23. Juli 1833: Ztari zaszebni kuchish Petra III (von Kotzebue)

## Repertoire
Im Amadeos Theater wurde das in der damaligen österreichischen Provinz übliche deutsche Repertoire geboten: Dramen, Opern, Ballette und eine besondere Art von einfachen Stücken mit Singabschnitten, die sich später in eine Operette namens Singspiel entwickelte. Zu Beginn des 19. Jahrhunderts wurde das Auftreten von Schriftstellern des Wiener Kreises häufiger, die mit ihren Werken den Beginn des Wiener Volkstheaters markierten, ohne welche die Vorstellung der Entstehung des kroatischen Volkstheaters unmöglich wäre. 
In der kroatischen Theatergeschichte hatte Amadeos Theater primär eine erzieherische Rolle.